# Építési napló
Az építési napló papíralapú, majd 2013. október 1-jétől elektronikus, írásos műszaki dokumentáció, amely hatósági és bírósági eljárásban felhasználható, az építőipari kivitelezés során elvégzett munkák és környezeti hatások állapotai (pl. a mindennapi 7:00, 13:00 és 21:00-kor mért időjárási és hőmérsékleti adatok, ill. szélsőséges esetek), építési hibák kerülnek rögzítésre benne. Az építtető felek egymásnak szóló üzenetei rögzítésére szolgál az építést (a műszaki átadás-átvételi eljárást) követő későbbi peres eljárásokban bizonyítékkén használják fel. Benne kellő részletességű ábraanyag alkalmazása esetén a felmérési napló alkalmazása szükségtelen. A műszaki átadás-átvételi eljárás alapdokumentuma.
Formáját tekintve az idők folyamán változott, bővült, módosult, az éppen aktuális jogszabályi keretekhez igazodva. Vezetése szigorú szabályokhoz kötött, jogszabályokban rögzített. Magyarországon róla a 191/2009. (IX. 15.) Korm. rendelet az építőipari kivitelezési tevékenységről című jogszabály rendelkezik. A rendszerint kétpéldányos (korábban három), sorszámozott lapokból álló, nyomdában készült bekötött füzetet pontos és érthető fogalmazásban, az utólagos módosításokat kizáró módon (üresen maradt sorokat/mezőket kihúzva), olvashatóan kézzel írva készül. A naplóba bejegyzéseket csak az előre meghatározott – rendszerint műszaki közép- és felsőfokú végzettséggel rendelkező – személyek végezhetik. Tartalmát és bejegyzéseit a beruházók érdekeit képviselő szervek és szakemberek (pl. a műszaki ellenőr) ellenőrzik.
Az építési naplót az építési munkaterület átadásának, illetve a kivitelezés megkezdésének napján a helyszínen kell megnyitni. A munkaterület átadása a kivitelezői szerződés szerint kell történjen, a területet az építtető adja át a fővállalkozónak, aki továbbadja alvállalkozóinak. Minden kivitelező (fő- és al-) vállalkozónak naplót kell nyitnia, vagy a fővállalkozói naplóban nyilatkoznia.
A 2013-as év január 1-jétől bevezetésre került ÉTDR-hez (Építésügyi hatósági engedélyezési eljárást Támogató elektronikus Dokumentációs Rendszer) hasonló módon kötelező érvényűvé váló rendelkezés szerint elektronikus úton kell vezetni az e-építési naplót ügyfélkapun keresztül, melyről a 191/2009. Korm. rendelet 42. § (4) bekezdés rendelkezik. Kezdetben ez a dátum 2013. július 1-jére lett megállapítva, azonban rendszerüzem-változások és más, a bevezetést akadályozó okok miatt a kezdési dátumot több ízben elhalasztották (majd október 1., végül 2014. január 1., kivételes esetekben pedig későbbi dátumok lettek megszabva). Az építésügyi és építésfelügyeleti hatósági eljárásokról és ellenőrzésekről, valamint az építésügyi hatósági szolgáltatásokról szóló 312/2012. (XI. 8.) Korm. rendelet 39. § (8) bekezdés még lehetővé tesz papíralapú építési naplók vezetését is a 2013. október 1-je (korábban június 30-a) előtt záradékolt építési engedélyt kapott, illetve kivitelezésre bejelentett munkáknál. Ez a rendszer az ÉTDR-rel együtt szervesen kapcsolódik az OÉNY (Országos Építésügyi Nyilvántartás) rendszerébe.
Korábban vezetésének módjáról a 290/2007. (X. 31.) Korm. rendelet az építőipari kivitelezési tevékenységről, az építési naplóról és a kivitelezési dokumentáció tartalmáról, illetve az 51/2000. (VIII. 09.) FVM-GM-KöViM rendelet az építőipari kivitelezési, valamint a felelős műszaki vezetői tevékenység gyakorlásának részletes szakmai szabályairól és az építési naplóról, valamint a 14/1970. (VI. 6.) ÉVM rendelet az építési és a felmérési naplóról című jogszabályok rendelkeztek. A 14/1970-es rendeletet az 51/2000-es, a 290/2007-est a 191/2009-es helyezte hatályon kívül.